# Tour Colombia
O Tour Colombia (oficialmente: Tour Colombia de 2.1 e chamada anteriormente Colombia Oro e Paz) é uma corrida ciclista profissional por etapas realizada na Colômbia, e que percorre diferentes zonas do país.
A primeira edição realizou-se no ano 2018, como parte do UCI America Tour baixo a categoria 2.1, sendo vencida pelo colombiano Egan Bernal.

## História
A prova surgiu como parte de uma iniciativa da empresa privada e a Federação Colombiana de Ciclismo apoiada pelo governo da Colômbia, bem como do de outras empresas e governações departamentais, para ter no país uma corrida ciclística por etapas de primeiro nível, na qual participem as principais figuras do ciclismo mundial, começando pelos ciclistas colombianos que correm em equipas UCI WorldTeam, para o qual requeria-se contar com uma concorrência mínimo de Categoria Continental 2.1. Para isto, a Federação apresentou em janeiro de 2017 à União Ciclista Internacional (UCI) a proposta para criar a corrida Colombia Oro e Paz 2.1, obtendo a aprovação da UCI em abril desse ano como parte do circuito Continental UCI America Tour de 2018.
A sua primeira edição em 2018 percorreu o departamento do Vale del Cauca e o Eixo Cafeterio, com um breve passo pelo norte do departamento do Cauca. Com o objetivo de levar a corrida a diferentes zonas da geografia nacional, a Federação Colombiana de Ciclismo previu que, ano após ano, a prova percorra diferentes regiões e departamentos do país tais como: Antioquia (2019), Boyacá, Cundinamarca e Bogotá (2020) e o Caraíbas Colombiano (2021, cancelada por Covid-19 na Colômbia).
Com a mudança de governo em agosto de 2018, o estado colombiano passou a ser o patrocinador principal da corrida para as edições de 2019 a 2022 mudando o nome da prova de Colômbia Oro e Paz ao de Tour Colombia conservando a categoria Continental 2.1. Assim mesmo, se anunciou que o camisola que identifica ao líder da prova passará de ser de cor rosado a laranja, em alusão ao conceito de economia laranja promovido pelo novo governo.

## Palmarés
| Ano                  | Vencedor           | Segundo                | Terceiro               |           |
| -------------------- | ------------------ | ---------------------- | ---------------------- | --------- |
| Colombia Oro e Paz   |                    |                        |                        |           |
| 2018                 | Egan Bernal        | Nairo Quintana         | Rigoberto Urán         |           |
| Tour Colombia de 2.1 |                    |                        |                        |           |
| 2019                 | Miguel Ángel López | Iván Ramiro Sosa       | Daniel Felipe Martínez |           |
| 2020                 | Sergio Higuita     | Daniel Felipe Martínez | Jonathan Caicedo       |           |
| 2021                 | cancelado          | cancelado              | cancelado              | cancelado |
| 2022                 | cancelado          | cancelado              | cancelado              | cancelado |
| 2023                 | cancelado          | cancelado              | cancelado              | cancelado |
| 2024                 | Rodrigo Contreras  | Richard Carapaz        | Jonathan Caicedo       |           |

## Palmarés por países
| País     | Vitórias | 2.º lugar | 3.º lugar | Total | Último vencedor        |
| -------- | -------- | --------- | --------- | ----- | ---------------------- |
| Colômbia | 3 (3)    | 3         | 2         | 8     | Sergio Higuita em 2020 |
| Equador  | -        | -         | 1         | 1     | -                      |

- Entre parêntese o número de ciclistas diferentes que têm conseguido vitórias para cada país.

## Transmissão por televisão
A primeira edição transmitiu-se pára Colômbia por televisão aberta no canal Sinal Colômbia.
Desde a segunda edição transmite-se para a Colômbia e América Latina através do canal de televisão por assinatura estadounidense ESPN.